# كينكوسيس
كينكوسيس (بالإسبانية: Juan Carlos Díaz Quincoces)‏ هو لاعب كرة قدم إسباني، ولد في 26 يناير 1933 في فيتوريا-غاستيز في إسبانيا، وتوفي في 28 نوفمبر 2002 في بنبلونة في إسبانيا. لعب مع ريال مورسيا.

## وصلات خارجية
- كينكوسيس على موقع قاعدة بيانات كرة القدم.إي يو (الإنجليزية)
- كينكوسيس على موقع ناشيونال فوتبول تيمز (الإنجليزية)
- كينكوسيس على موقع عالم كرة القدم.نت (الإنجليزية)